# شاباتس
شاباتس (به صربی: Шабац) شهری در استان زنتراصربین کشور صربستان است که جمعیت آن در سال ۲۰۰۶ میلادی ۵۱٫۸۲۵ نفر بوده‌است.

## جستارهای وابسته

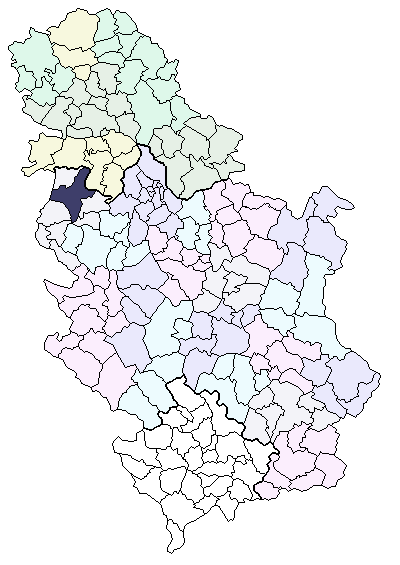